# Dansiea
Dansiea  es un género con dos especies de plantas con flores en la familia de las  Combretaceae.

## Taxonomía
El género fue descrito por Norman Brice Byrnes y publicado en Austrobaileya 1(4): 385. 1981.

## Especies aceptadas
A continuación se brinda un listado de las especies del género Dansiea aceptadas hasta julio de 2011, ordenadas alfabéticamente. Para cada una se indica el nombre binomial seguido del autor, abreviado según las convenciones y usos. 
- Dansiea elliptica N.B.Byrnes
- Dansiea grandiflora Pedley